# Гилянцы
Гиля́нцы (самоназв. — гиляни́, гил. گیلک), также гиляки, — иранский народ, проживающий в провинции Гилян на севере Ирана.
Говорят на гилянском языке прикаспийской подгруппы северо-западной группы иранских языков, имеет западные и восточные диалекты; многие (особенно молодёжь) ассимилированы персами.
Верующие гилянцы — мусульмане-шииты.

## Деятельность
Основное традиционное занятие — пашенное земледелие, у галешей — полукочевое скотоводство. Основная культура — заливной рис, на склонах гор выращивают пшеницу, ячмень, кенаф, чай, табак, цитрусовые. Основое рабочее животное — зебу (скот пасут девушки, доят мужчины). На побережье распространено рыболовство. Гилян — основной центр шелководства в Иране; развито производство стекла, войлока, ковров, камышовых циновок, ткачество.

## Численность

Флаг гилянцев

Численность гилянцев оценивается в 3 миллиона человек. В основном они живут на юго-западном побережье Каспийского моря и являются одной из основных этнических групп, проживающих в северных частях Ирана.

## Язык
Гилянский язык относится к северо-западной ветви иранских языков. Это основной язык среди гилянцев, хотя распространены различные региональные и местные диалекты языка. Гилянцы свободно говорят на гилянском и стандартном персидском языке.

## Быт
Жилище в основном деревянное, часто свайное или двухэтажное с открытой террасой (талар) и балконом; высокая тесовая или из рисовой соломы и камыша крыша спускается почти до земли.
Женская одежда — белая рубаха, юбка длиной выше колен из лёгкой цветной ткани в мелкую складку, тёмная кофта; выходя из дому, надевают чёрные шаровары и подпоясываются чёрной шалью. Ходят босиком.
Основная пища — рис, хлеб едят мало; напитки — вода, подслащённая виноградным суслом (шире), разбавленное кислое молоко (дуг), чай.
Женщина занимает независимое положение в обществе. Брак моногамный, заключается по обоюдному согласию молодых, невеста часто сама договаривается с женихом о размерах брачного выкупа. Сохраняется культ священных камней, деревьев и рощ. Фольклор — эпические и лирические песни.